# Julen Agirrezabala
Julen Agirrezabala Astúlez (ur. 26 grudnia 2000 w San Sebastián) – hiszpański piłkarz występujący na pozycji bramkarza w hiszpańskim klubie Athletic Bilbao. Srebrny medalista Mistrzostw Europy U-21 w piłce nożnej 2023 i zdobywca Pucharu Króla w sezonie 2023/2024. W latach 2021–2023 młodzieżowy reprezentant Hiszpanii. Reprezentant Kraju Basków.

## Kariera reprezentacyjna

### Hiszpania U-21
W 2021 dostał powołanie do reprezentacji Hiszpanii U-21. Zadebiutował w niej 8 października 2021, w wygranym meczu 3:2 ze Słowacją.

### Kraj Basków
W marcu 2024 wystąpił w towarzyskim spotkaniu Reprezentacji Basków z Urugwajem (1:1).

## Sukcesy

### Athletic Bilbao
- Puchar Króla: 2023/2024

### Reprezentacyjne
- Wicemistrz Europy U-21: 2023